# Chrysolina extorris
Chrysolina extorris är en skalbaggsart som beskrevs av Brown 1962. Chrysolina extorris ingår i släktet Chrysolina och familjen bladbaggar. Inga underarter finns listade i Catalogue of Life.